# Consolidated Manufacturing Company
Consolidated Manufacturing Company war ein US-amerikanischer Hersteller von Fahrzeugen.

## Unternehmensgeschichte
Frank W. Caughling, William B. Duck, Harry E. Dumuid, Edgar C. Hampton und James P. Hampton gründeten im Sommer 1905 das Unternehmen. Der Sitz war in Toledo in Ohio. Zunächst stellten sie Fahrräder und Motorräder her. Lediglich 1908 entstanden auch Automobile. Der Markenname lautete Consolidated. Es ist nicht bekannt, wann das Unternehmen aufgelöst wurde.
Es ist unbekannt, ob es eine Verbindung zu The Consolidated Manufacturing Company gab. Dieses Unternehmen entstand im Oktober 1903 als Zusammenschluss von Kirk Manufacturing Company, Snell Cycle Fittings Company und Toledo Manufacturing Company in der gleichen Stadt. Geleitet wurde es von E. T. Breckenridge, Ezra E. Kirk, A. W. Coulter und J. B. R. Ransom. Sie stellten bis Ende 1905 vierrädrige Automobile und danach noch Motorräder der Marke Yale her.

## Automobile
Das einzige Modell war ein Dreirad. Es hatte zwei Vorderräder und ein Hinterrad. Zwischen den Vorderrädern befand sich ein Korbsitz für einen Passagier. In Europa wurde diese Fahrzeugart Tricar genannt. Es gab auch Nutzfahrzeugausführungen mit vorderem Laderaum.